# Гулегина, Мария Агасовна
Мари́я Ага́совна Гуле́гина,Մեյթարջյան Մարիա Աղասիի, (девичья фамилия — Мейтарджя́н; род. 9 августа 1959, Одесса, Украинская ССР) — советская и белорусская оперная певица (сопрано). Заслуженная артистка Белорусской ССР (1987). Народная артистка Республики Северная Осетия — Алания (2013).

## Биография
Родилась 9 августа 1959 года в Одессе. Как говорила в интервью сама певица, по отцу она армянка, а по матери (Наталья Федоровна  Брацлавец, эпидемиолог, кандидат медицинских наук) — украинка с примесью польско-еврейской крови. Родители её отца — бабушка Мария (Мано) Мартиросовна Гядукян (р. 1905) и дед Мкртыч Егишеевич Мейтарджян (р. 1898) — родом из Эрзурума и Вана. Их семьи во время геноцида 1915 года бежали на территорию Российской империи и осели в Джавахетии (южная Грузия); там, в Ахалцихе, они встретились и поженились.
В детстве занималась художественной гимнастикой и балетом, но в подростковом возрасте её больше стало привлекать пение (хорошими голосами отличалась вся её родня — и с материнской, и с отцовской стороны). Поступила в Одесскую консерваторию, но почти сразу же вышла замуж за джавахетского армянина (взяв его фамилию — Мурадян) и переехала жить в Ахалцихе. Свекровь внушала невестке, что место женщины — не на сцене, а на кухне и в огороде; однако стремление к оперному пению взяло верх, и Мария с маленькой дочерью Натальей оставила мужа и вернулась в Одессу. Там она продолжила обучение в консерватории и вышла замуж второй раз — за молодого преподавателя фортепиано Марка Гулегина. В процессе обучения голос Марии менялся: из контральто он превратился в меццо-сопрано, а затем — в драматическое сопрано (что позднее весьма расширило её исполнительский диапазон.
Окончила Одесскую консерваторию по классу пения у А. В. Джамагорцян. С особой благодарностью Мария вспоминает своего наставника — верного традициям старой итальянской школы профессора Одесской консерватории Е. Н. Иванова, с которым певица занималась уже после окончания консерватории. Основную деятельность на сцене начала в 1983 году, став солисткой Государственного академического Большого театра Белорусской ССР.
В 1984 году стала лауреатом 1-й премии конкурса им. Глинки; в 1985 году завоевала 3-е место на Международном конкурсе певцов в Рио-де-Жанейро, а в 1986 году — 4-е место на VIII Международном конкурсе им. П. И. Чайковского. Заслуженная артистка Белорусской ССР (1987). С 1987 года выступает за рубежом (Ла Скала; партии Тоски, Манон Леско, Амелии в «Бале-маскараде» и мн. др.).
В 1989 году из-за конфликта с администрацией Большого театра Белорусской ССР (её не выпускали за границу, но и в Минске петь не давали) бежала в Гамбург (позднее переехала в Люксембург. С 1990 года — в Метрополитен Опера. Пела также в Ковент Гардене (Аида, Федора в одноимённой опере Джордано), Мюнхене, Цюрихе, Венской опере, Лос-Анджелесе и других театрах.
В 1996 году получила престижную премию «Дзенателло» — за блестящий дебют в Вероне.
В 1996 году в «Opera-Bastille» исполнила партию Абигайль в «Набукко» Верди. Среди других партий — Лиза, Леди Макбет (выступила в этой роли на открытии сезона в Ла Скала в 1997 году).
В 2010 году исполнила арию из оперы «Князь Игорь» на церемонии закрытия XXI Зимних Олимпийских Игр в Ванкувере.
В 2014 на церемонии открытия Паралимпийских игр в Сочи исполнила "Казачью колыбельную" на стихи великого русского поэта Михаила Лермонтова.
Среди записей — партии Лизы (дирижёр Валерий Гергиев, Philips), Мадлен (дирижёр Марчелло Виотти, Capriccio).
За свою карьеру пела преимущественно итальянский репертуар; из русских опер была только «Пиковая дама». В 2018 году добавила в свой репертуар Вагнера (Парсифаль). А в 2021 году предстоит дебют в Енуфе, опере Яначека.
Проживает в Люксембурге. Гражданка Белоруссии.
Является почётным членом Международного паралимпийского комитета и Послом доброй воли ЮНИСЕФ. В 2006 году была награждена орденом святой княгини Ольги III степени.

## Семья
- Первый муж — джавахетский армянин по фамилии Мурадян, с которым Мария быстро рассталась[3][4].
- Второй муж — Марк Гулегин,вокалист-баритон, с которым в 1989 году Мария покинула Советский Союз и переехала в Гамбург. В 2009 году их брак распался[4][14].
- Третий муж — известный борец и тренер по греко-римской борьбе Вячеслав Мкртычев, за которого Мария вышла замуж в январе 2010 года[15].
- Имеет дочь Наталью (от первого брака) и сына Руслана (от второго брака; изучает биомедицину в Шотландии), а также внуков Ники и Амели (дети Натальи)[7].

## Фильмография
1. 1990 — Ave Maria
2. 1992 — Пиковая дама
3. 1998 — Manon Lescaut
4. 2000 — Tosca
5. 2001 — Un Ballo In Maschera
6. 2001 — Nabucco
7. 2002 — Nabucco
8. 2005 — Macbeth
9. 2006 — Andrea Chenier
10. 2007 — Nabucco
11. 2008 — Macbeth